# Cabo Ruivo (stație de metrou din Lisabona)
Cabo Ruivo este o stație de pe linia roșie a metroului din Lisabona. Stația este situată sub bulevardul Avenida de Pádua, aproape de intersecția cu Rua Dr. Costa Sacadura și Av. Infante D. Henrique, deservind zona Cabo Ruivo din Lisabona.

## Istoric
Stația fost inaugurată pe 18 iulie 1998, în contextul construirii liniei roșii cu scopul prelungirii rețelei metroului până în zona EXPO'98. Proiectul original le aparține arhitecților João Santa-Rita, José Santa-Rita, Duarte Nuno Simões și Nuno Simões, iar decorațiunile artistului plastic David de Almeida.
Actuala denumire a fost fixată destul de târziu. În diversele proiecte publicate de Metroul din Lisabona pentru informare publică până în 1998, numele stației apărea diferit, spre exemplu „Cabo Ruivo” în 1993, dar „Olivais Velho” în 1994 (în paralel cu „Olivais Sul” pentru actuala stație Olivais).
Precum toate noile stații ale metroului din Lisabona, Olivais poate deservi și persoanele cu dizabilități locomotorii, fiind echipată cu multiple lifturi și scări rulante care permit un acces facil la peroane.

## Legături

### Autobuze orășenești
- Oriente (Interface) ⇄ Algés
- Cais do Sodré ⇄ Praça José Queirós
- Terreiro do Paço ⇄ Oriente (Interface)[7]